# Notyst Mały
Notyst Mały [ˈnɔtɨst ˈmawɨ] (deutsch Klein Notisten) ist ein Ort in der polnischen Woiwodschaft Ermland-Masuren. Er gehört zur Gmina Mrągowo (Landgemeinde Sensburg) im Powiat Mrągowski (Kreis Sensburg).

## Geographische Lage
Notyst Mały liegt in der östlichen Mitte der Woiwodschaft Ermland-Masuren, 28 Kilometer südwestlich der ehemaligen Kreisstadt Lötzen (polnisch Giżycko) und zehn Kilometer nordöstlich der jetzigen Kreismetropole Mrągowo (Sensburg).

## Geschichte
Bei dem einst Klein Notisten genannten Ort handelte es sich um ein weit gestreutes Dorf. Zwischen 1874 und 1945 war es in den Amtsbezirk Groß Jauer (polnisch Jora Wielka) eingegliedert. Er gehörte zum Kreis Lötzen im Regierungsbezirk Gumbinnen (1905 bis 1945: Regierungsbezirk Allenstein) der preußischen Provinz Ostpreußen.
Sitz des zuständigen Standesamtes war bis 1945 Groß Jauer. 
Im Jahr 1910 waren in Klein Notisten 280 Einwohner gemeldet. Ihre Zahl verringerte sich bis 1933 auf 255 und belief sich 1939 noch auf 219.
Aufgrund der Bestimmungen des Versailler Vertrags stimmte die Bevölkerung im Abstimmungsgebiet Allenstein, zu dem Klein Notisten gehörte, am 11. Juli 1920 über die weitere staatliche Zugehörigkeit zu Ostpreußen (und damit zu Deutschland) oder den Anschluss an Polen ab. In Klein Notisten stimmten 180 Einwohner für den Verbleib bei Ostpreußen, auf Polen entfielen keine Stimmen.
Mit dem gesamten südlichen Ostpreußen kam Klein Notisten 1945 in Kriegsfolge zu Polen und trägt seither die polnische Namensform „Notyst Mały“. Heute ist das Dorf Sitz eines Schulzenamtes (polnisch sołectwo), das auch für Notyst Dolny und Notyst Wielki (Groß Notisten) zuständig ist. Als solches nun gehört es zur Gmina Mrągowo (Landgemeinde Sensburg) im Powiat Mrągowski (Kreis Sensburg), vor 1998 der Woiwodschaft Olsztyn, seither der Woiwodschaft Ermland-Masuren zugehörig.

## Kirche
Bis 1945 war Klein Notisten in die evangelische Pfarrkirche in Königshöhe (polnisch: Użranki) in der Kirchenprovinz Ostpreußen der Kirche der Altpreußischen Union und in die katholische Pfarrkirche St. Adalbert in Sensburg (Mrągowo) im Bistum Ermland eingepfarrt.
Heute gehört Notyst Mały zur evangelischen Kirchengemeinde Użranki, einer Filialgemeinde der St.-Trinitatis-Kirche in Mrągowo in der Diözese Masuren der Evangelisch-Augsburgischen Kirche in Polen bzw. zur katholischen Pfarrkirche in Użranki im Bistum Ełk (Lyck) der Römisch-katholischen Kirche in Polen.

## Verkehr
Notyst Mały liegt an einer Nebenstraße, die von Użranki (Königshöhe) in den Ort führt. 